# Myospila capensis
Myospila capensis este o specie de muște din genul Myospila, familia Muscidae. A fost descrisă pentru prima dată de Zielke în anul 1971. Conform Catalogue of Life specia Myospila capensis nu are subspecii cunoscute.